# Ellen van Hoogdalem-Arkema
Eleonora Jacoba (Ellen) van Hoogdalem-Arkema (Assen, 29 juli 1944 - Delfzijl, 20 augustus 2020) was een Nederlands politicus van het CDA.
Ze was CDA-fractievoorzitter in Delfzijl voor ze in juni 1996 burgemeester werd van de Noord-Hollandse gemeente Haarlemmerliede en Spaarnwoude. Ruim tien jaar later, in december 2006 ging ze vervroegd met pensioen.
Ze overleed in 2020 op 76-jarige leeftijd.